# Сергієвка (Яйський округ)
Сергі́євка (рос. Сергеевка) — присілок у складі Яйського округу Кемеровської області, Росія.

## Населення
Населення — 323 особи (2010; 357 у 2002).
Національний склад (станом на 2002 рік):
- росіяни — 99 %